# Eduardo Blanco (pisarz)
Eduardo Blanco, pseudonim Manlius (ur. 25 grudnia 1838 w Caracas, zm. 30 czerwca 1912 w Caracas) – wenezuelski pisarz i polityk.

## Biografia

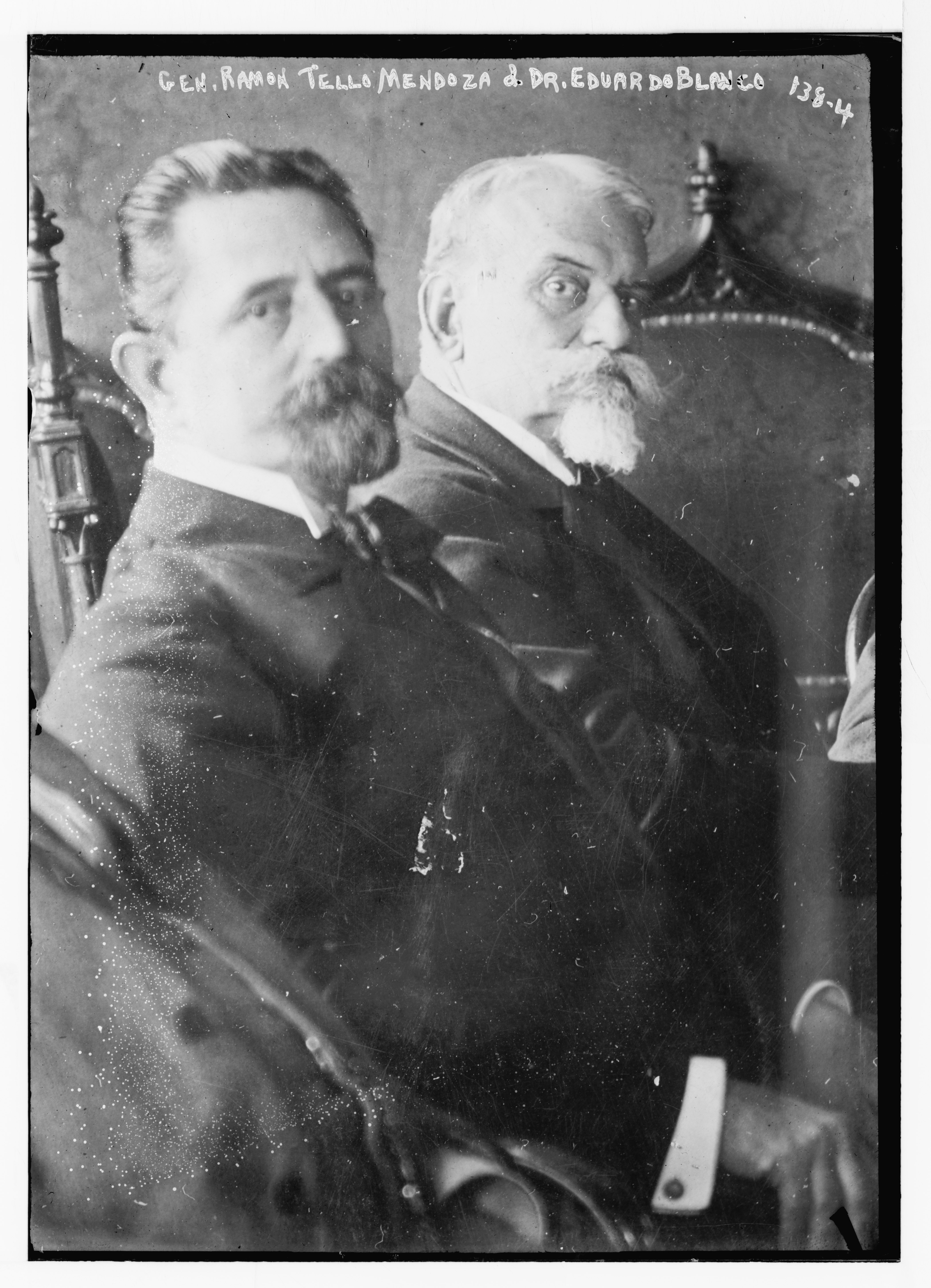
Eduardo Blanco (po prawej) i generał Ramón Tello Mendoza

Eduardo Blanco w wieku dwudziestu lat rozpoczął karierę wojskową i w szybkim tempie awansował do stopnia pułkownika sztabu generalnego. Został doceniony przez generała José Antonio Páeza, bohatera niepodległości i pierwszego prezydenta Wenezueli po rozpadzie Wielkiej Kolumbii w 1830, który uczynił go swym adiutantem. Od 30 lipca 1900 do 8 listopada 1901 był ministrem spraw zagranicznych w rządzie Cipriano Castro.
Pierwszym utworem literackim Blanco była opowieść zatytułowana Número 111, opublikowana w 1873 pod pseudonimem Manlius, w Caracas w piśmie „La Revista”. W kolejnym roku pismo „La Tertulia” opublikowało w odcinkach romantyczną historię Vanitas vanitatis. Na łamach tego pisma ujawniona została też prawdziwa tożsamość autora. 2 sierpnia 1879 w Teatro Caracas odbyła się premiera dramatu w trzech aktach Lionfort, który znacząco zaznaczył obecność Eduardo Blanco kręgu literackim Wenezueli. Utwór teatralny zyskał jednogłośną pochwałę krytyków i widzów.
Największym dziełem Blanco jest Venezuela Heroica, klasyczne dzieło romantyczne napisane prozą, ukazujące historię jako epos. Pisarz wykorzystał swoje umiejętności, aby przedstawić krwawą wojnę i największe bitwy wojny o niepodległość, oddając jednocześnie hołd bohaterom, którzy walczyli o wolność Wenezueli. Pierwsze wydanie ukazało się w 1881 i składało się z pięciu rozdziałów poświęconych bitwom pod: La Victoria, San Mateo, Las Queseras del Medio, Boyacá i Carabobo. W 1883 Blanco rozszerzył dzieło i dodał kolejne sześć bitew pod: Sitio de Valencia de Venezuela, Maturín, La invasión de los Seiscientos, La Casa Fuerte, San Félix i Matasiete. Historię bitwy pod Carabobo usłyszał od generała José Antonio Páeza, podczas spotkania z marszałkiem Juanem Crisóstomo Falcónem, w pobliżu miejsca bitwy, gdzie spotkali się, aby zakończyć wojnę federalną (1859–1863).
Blanco jest także autorem powieści historycznej Zárate (1882). Dzieło to dało początek ruchowi literackiemu w literaturze wenezuelskiej zwanemu kreolizmem (criollismo literario lub literatura criollista). Ten trend literacki był popularny od końca XIX do początku XX w. w  Ameryce Łacińskiej i Południowej. Cechował się przedstawianiem w realistyczny sposób scen, języka, obyczajów i historii kraju, z którego pochodził pisarz.
W 1911 obchodzono w Wenezueli pierwsze stulecie niepodległości, podczas uroczystości w Teatro Municipal Eduardo Blanco został uhonorowany mianem pisarza narodowego.

## Twórczość
- El Número Ciento once (1873)
- Vanitas vanitatis (1874)
- Una Noche en Ferrara (1875)
- Lionfort (1879)
- Venezuela Heroica (1881)
- Zárate (1882)